# Шильцево (Ленинградская область)
Ши́льцево — деревня в Ретюнском сельском поселении Лужского района Ленинградской области.

## История

### XIX век — начало XX века
До 1801 года деревня находилась в ведении Казённой палаты, затем Павел I пожаловал её и пустошь Вашкову родным братьям Христиану (1746/47—1821) и Петру Фёдоровичам (ок. 1760—1826) Герингам.
В 1811 году произошел раздел имения. В 1826 году часть имения принадлежавшая Петру Фёдоровичу унаследовали пять дочерей. Вторую часть деревни вместе с пустошью Вашковой от Христиана Петровича унаследовала Дарья Христиановна (1796—1850), вышедшая замуж за Андрея Петровича Назимова (1784—1855).
Деревня Шильцево, состоящая из 32 крестьянских дворов, обозначена на карте Санкт-Петербургской губернии Ф. Ф. Шуберта 1834 года.
В XIX веке в деревне была возведена деревянная часовня, просуществовавшая до 1970—1980-х годов.

ШИЛЬЦОВО — деревня, принадлежит: действительной статской советнице Дарье Назимовой, число жителей по ревизии: 53 м п., 55 ж. п.

и девицам, дочерям генерал-лейтенанта:

Софье Геринг, число жителей по ревизии: 21 м. п., 22 ж. п.

Каролине Геринг, число жителей по ревизии: 17 м. п., 19 ж. п.

Аполонии Геринг, число жителей по ревизии: 15 м. п., 17 ж. п. (1838 год)

Деревня Шильцово отмечена на карте профессора С. С. Куторги 1852 года.

ШИЛЬЦОВА — деревня госпожи Назимовой и госпожи Геринг, по просёлочной дороге, число дворов — 31, число душ — 102 м п. (1856 год)

Согласно X-ой ревизии 1857 года деревня состояла из трёх частей:

1-я часть (имение Колокольцевых): число жителей — 1 м. п., 4 ж. п.

2-я часть (имение Назимова): число жителей — 55 м. п., 58 ж. п. (из них дворовых людей — 9 м. п., 5 ж. п.)

3-я часть (имение Геринг): число жителей — 49 м. п., 56 ж. п.

ШИЛЬЦОВО — деревня владельческая при ключе, число дворов — 38, число жителей: 102 м. п., 116 ж. п. (1862 год)

После отмены крепостного права в 1861 году крепостные крестьяне деревни перешли в разряд временнообязанных.

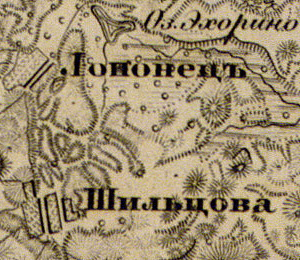
Деревня Шильцево на карте 1863 года

Согласно карте из «Исторического атласа Санкт-Петербургской Губернии» 1863 года деревня называлась Шильцова.
В 1869 году временнообязанные крестьяне деревни выкупили свои земельные наделы у А. А. Назимова и стали собственниками земли.
В 1871—1872 годах временнообязанные крестьяне выкупили свои земельные наделы у А. П. Геринга.
Согласно подворной описи Шильцевского общества Городецкой волости 1882 года, деревня называлась Шильцево и состояла из трёх частей:
1. бывшее имение Колокольцевых, домов — 5, душевых наделов — 6, семей — 3, число жителей — 12 м. п., 11 ж. п.; разряд крестьян — временнообязанные;
2. бывшее имение Назимова, домов — 28, душевых наделов — 44, семей — 28, число жителей — 73 м. п., 62 ж. п.; разряд крестьян — собственники;
3. бывшее имение Геринг, домов — 25, душевых наделов — 49, семей — 19, число жителей — 54 м. п., 67 ж. п.; разряд крестьян — собственники[9].

Согласно материалам по статистике народного хозяйства Лужского уезда 1891 года, имение без владельческой запашки при селении Шильцево площадью 364,4 десятины принадлежало коллежскому асессору П. Л. Блоку, имение было приобретено до 1868 года. Распределение земли по угодьям: 16,4 десятины под покосы, 38 десятин под выгон, 123,5 десятин лес, 60 десятин неудобной земли. Часть земли под выгон скота сдавалась в аренду обществу крестьян за 40 рублей в год. Петр Львович Блок (1854—1916) дядя Александра Александровича Блока и троюродный внук Андрея Петровича Назимова.
Согласно тем же материалам 1891 года, имение при деревне Шильцево и Захонье площадью 97 десятин принадлежало капитану 1-го ранга Колокольцову Василию Семеновичу. Хозяйства нет. Колокольцов Василий Семенович (1802—1880) — муж дочери Андрея Петровича Назимова, Анны Андреевны (1825—1891).
В XIX веке деревня административно относилась ко 2-му стану Лужского уезда Санкт-Петербургской губернии, в начале XX века — к Городецкой волости 5-го земского участка 4-го стана.
По данным «Памятной книжки Санкт-Петербургской губернии» за 1905 год деревня называлась Шильцево и входила в Шильцевское сельское общество.
До 1917 года деревня находилась в Городецкой волости Лужского уезда.

### 1917 — 1991 годы
В 1917 году был создан Шильцевский сельсовет (деревни Шильцево, Лопанец). С 1917 по 1923 год деревня Шильцево входила в состав Шильцевского сельсовета Городецкой волости Лужского уезда.
С 1923 года, в составе Ретюньского сельсовета.
С 1924 года, вновь в составе Шильцевского сельсовета.

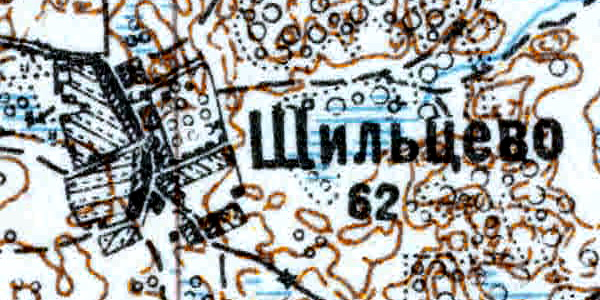
Деревня Шильцево карте 1926 года

Согласно топографической карте 1926 года деревня насчитывала 62 двора.
С 1927 года Шильцевский сельсовет в составе Лужской волости Лужского уезда, а с августа напрямую в составе Лужского района.
К 1 ноября 1928 года Шильцевском сельсовет насчитывал 8 населённых пунктов (Шильцево, Буяны, Витово, Волосковичи, Лопанец, Немолва, Ретюнь, Червищи) сельсоветах.
По данным 1933 года деревня Шильцево входила в состав Шильцевского сельсовета Лужского района, административным центром сельсовета был выселок Сталинец.
По данным 1936 года в состав Шильцевского сельсовета входили 12 населённых пунктов, 305 хозяйств и 9 колхозов, административным центром сельсовета была деревня Шильцево.
5 декабря 1936 года была принята Конституция СССР, на основании которой вводились прямые выборы. В процессе избирательной кампании 24 декабря 1939 года в местные Советы была сформирована система Советов депутатов трудящихся. В связи с этим Шильцевский сельский Совет рабочих, крестьянских и красноармейских депутатов был переименован в Шильцевский сельский Совет депутатов трудящихся.
С августа 1941 года по февраль 1944 года территория находилась под немецко-фашистской оккупацией и деятельность сельсоветов была временно прекращена. Деревня была освобождена от немецко-фашистских оккупантов 15 февраля 1944 года.
Население деревни в 1961 году составляло 192 человека.
По данным 1966 года деревня Шильцево являлась административным центром Шильцевского сельсовета.
31 декабря 1970 года произошло объединение Шильцевского и Поддубского сельсоветов с центром в деревне Ретюнь. С 7 октября 1977 года Шильцевский сельский Совет депутатов трудящихся был переименован в Шильцевский сельский Совет народных депутатов.
В 1987 году Шильцевский сельский Совет народных депутатов был переименован в Ретюнский сельский Совет народных депутатов Решением Леноблисполкома от 21.12.1987 № 528.

### 1991 год — настоящее время
18 января 1994 года постановлением главы администрации Ленинградской области № 10 «Об изменениях административно-территориального устройства районов Ленинградской области» было изменено название административно-территориальной единицы «сельсовет» на исторически традиционное наименование административно-территориальной единицы России «волость», таким образом деревня Шильцево вошла в состав Ретюнской волости.
В деревне, по данным 1997 года, проживали 75 человек, в 2002 году — 89 человек (русские — 92 %).
1 января 2006 года в соответствии с областным законом № 65-оз от 28 сентября 2004 года «Об установлении границ и наделении соответствующим статусом муниципального образования Лужский муниципальный район и муниципальных образований в его составе» было образовано Ретюнское сельское поселение, в состав которого вошла деревня Шильцево.
В деревне, по данным 2007 года проживали 100 человек.

## Усадьба Шильцево (Никольское)
Первое упоминание относится к 1828 году. Усадьба Никольское была устроена Андреем Петровичем Назимовым и его женой Дарьей Христиановной, урожденной Геринг, на пустоши Вашковой.
После смерти Андрея Петровича в 1855 году, усадьбу унаследовал его сын Андрей Андреевич (1820—1889).

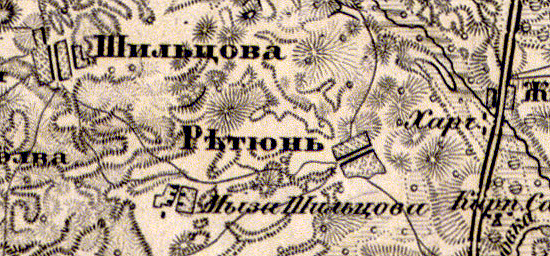
Усадьба Шильцево (Мыза Шильцова) на карте 1863 года

Согласно материалам по статистике народного хозяйства Лужского уезда 1891 года, усадьба Никольское площадью 329 десятин принадлежала полковнику Назимову А. А., имение было приобретено до 1868 года. Распределение земли по угодьям: 12 десятин под усадьбу, 36 десятин под пахоту, 7 десятин под покосы, 270 десятин лес, 4 десятины неудобной земли. Владелец проживал в имении и управлял хозяйством. Имелся также фруктовый сад, дающий от 3 до 4 тысяч рублей.
После смерти Андрея Андреевича его вдова Надежда Ивановна продала усадьбу в 1893 году жене присяжного поверенного Пелагее Орестовне Ивашенцевой.
В 1905 году Дмитрий Сергеевич Ивашенцев, муж Пелагеи Орестовны, продал имение Василию Ивановичу Чернышову, а тот перепродал его мещанке Елене Станиславовне Пикель, от которой в 1916 году оно перешло во владение сельскохозяйственных курсов.

## География
Деревня расположена в южной части района на автодороге 41К-145 (Ретюнь — Сара-Лог).
Расстояние до административного центра поселения, деревни Ретюнь — 5 км.
Расстояние до районного центра — 26 км.
Расстояние до ближайшей железнодорожной станции Серебрянка — 11 км.
К востоку от деревни находится Шильцевская запруда.

## Демография
| 1838 | 1862 | 1961 | 1997 | 2007 | 2010 | 2017 |
| ---- | ---- | ---- | ---- | ---- | ---- | ---- |
| 219  | ↘218 | ↘192 | ↘75  | ↗100 | →100 | ↗101 |

## Достопримечательности
Селище XIV—XVI веков, находящееся близ деревни.

## Инфраструктура

#### Коттеджный посёлок «Рыбацкая деревня»
В 1992 году администрацией Лужского района «Мурманрыбпрому» из земель совхоза «Рассвет» было передано 15 га земли для проведения проектно-изыскательских работ под коллективное садоводство.
В 1993 году администрацией Лужского района в ведение и распоряжение Ретюнского сельского Совета был передан земельный участок 22,4 га в черту населенного пункта деревня Шильцево. Ретюнской сельской администрации было разрешено выделить 60 участков рабочим и служащим ПО «Мурманрыбпром» под индивидуальное строительство.
В 1995 году АООТ «Мурманрыбпром» было разрешено провести строительно-монтажные работы на территории «Рыбацкая деревня».
В 2009 году администрацией Ретюнского сельского поселения данной территории присвоен адрес деревня Шильцево, улица Рыбацкая с присвоением номеров жилым домам.
В 2009 году ОАО «Мурманрыбпром» было ликвидировано.
В процедуре банкротства ОАО «Мурманрыбпром» продало ООО «Рыбацкая деревня» спорные объекты в деревне Шильцево.
ООО «Рыбацкая деревня» зарегистрировано в 2008 году. ТСН «Рыбацкое» зарегистрировано в 2016 году.

## Улицы
Болотная, Кормовая территория, Лесной переулок, Полевая, Придорожная, Рыбацкая, Садовый переулок, Центральная, Школьная.